# Blocco dello scrittore

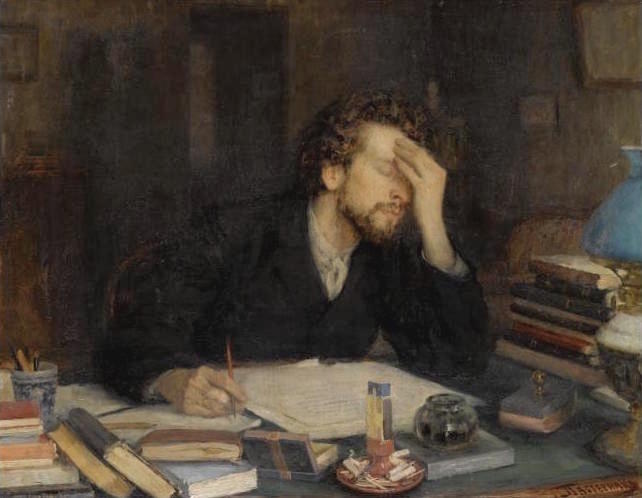
Una rappresentazione del blocco dello scrittore del pittore russo Leonid Pasternak (1862 – 1945)

Il blocco dello scrittore è una condizione, principalmente associata alla scrittura, in cui un autore non è in grado di produrre un nuovo lavoro o subisce un rallentamento creativo. La situazione di stallo non è soltanto il risultato di problemi di impegno o mancanza di capacità di scrittura, anzi abbraccia ambiti molto ampi: va infatti dalla difficoltà a proporre idee originali all'impossibilità di produrre un'opera per anni. Il blocco dello scrittore non è misurato solo dal tempo che si passa senza scrivere, ma anche dal tempo che si passa senza produttività nel compito da svolgere.

## Storia
Nel corso della storia, il blocco dello scrittore è stato un problema altamente documentato. I professionisti che hanno lottato con l'afflizione sono svariati, ed includono autori come F. Scott Fitzgerald e Joseph Mitchell, il fumettista Charles M. Schulz, il compositore Sergei Rachmaninoff, e la cantautrice Adele. I primi scrittori romantici avevano confusione sull'argomento; pensavano che il blocco dello scrittore fosse dovuto a un potere che non voleva che scrivessero più. Divenne leggermente più riconosciuto durante il periodo dei simbolisti francesi che avevano notoriamente riconosciuto i poeti che abbandonarono la scrittura all'inizio della loro carriera perché non riuscivano a trovare la lingua per trasmettere il loro messaggio. Nell'otto-novecento, il periodo del Great American Novel era ampiamente riconosciuto come qualcosa che avrebbe bloccato uno scrittore e causato instabilità emotiva. La ricerca su questo argomento è stata condotta alla fine degli anni '70 e '80. Durante questo periodo, i ricercatori sono stati influenzati dai movimenti Process e Post-Process, e quindi si sono concentrati specificamente sui processi dello scrittore. La condizione fu descritta per la prima volta nel 1947 dallo psicoanalista austriaco Edmund Bergler, che la descrisse come causata da masochismo orale, madri che allattavano con il biberon e una vita amorosa privata instabile. La crescente reputazione della psichiatria negli Stati Uniti ha fatto guadagnare al termine un maggiore riconoscimento. Tuttavia, alcuni grandi scrittori potrebbero aver già sofferto del blocco dello scrittore anni prima che Bergler lo descrivesse, come Herman Melville, che smise di scrivere romanzi pochi anni dopo aver scritto Moby-Dick.

## Cause

### Eccessiva immedesimazione e forzatura
Il blocco dello scrittore può avere diverse cause. Alcuni sono problemi creativi che hanno origine all'interno dell'opera stessa di un autore, che come nel caso del russo Venedikt Vasil'evič Erofeev può trovarsi intrappolato nella stessa opera che egli sta scrivendo. Uno scrittore può rimanere senza ispirazione o essere distratto da altri eventi. Un esempio immaginario può essere trovato nel romanzo di George Orwell Fiorirà l'aspidistra (1936), in cui il protagonista Gordon Comstock lotta invano per completare un poema epico che descrive una giornata a Londra: "Era troppo grande per lui, questa era la verità. Non era mai realmente progredito, si era semplicemente sfaldato in una serie di frammenti."
Altri blocchi possono essere prodotti da circostanze avverse nella vita o nella carriera di uno scrittore: malattia fisica, depressione, fine di una relazione, pressioni finanziarie o senso di fallimento; anche se, come accadde per Il fu Mattia Pascal, ciò può provocare l'effetto inverso. La pressione a produrre un lavoro può di per sé contribuire al blocco dello scrittore, specialmente se si è costretti a lavorare in modi che sono contro la loro naturale inclinazione (ad esempio con una scadenza o uno stile o un genere inadatto). La scrittrice Elizabeth Gilbert, riflettendo sulle sue prospettive post-bestseller, ha proposto che tale pressione potesse essere rilasciata interpretando gli scrittori creativi come "avere" genio piuttosto che "essere" un genio, così che nello scrivente si sviluppi una sorta di Io potenziale o diamante grezzo.

### Nella psicologia moderna

#### Ipergrafia ed agrafia
È stato suggerito che il blocco dello scrittore sia più di un semplice effetto di mentalità. Sotto stress, un cervello umano "sposta il controllo dalla corteccia cerebrale al sistema limbico". Quest'ultimo è associato ai processi istintuali, come la risposta "lotta o fuga"; e comportamento che si basa su una "formazione profondamente radicata". L'input limitato dalla corteccia cerebrale ostacola i processi creativi di una persona, che viene sostituito dai comportamenti associati al sistema limbico. La persona è spesso inconsapevole del cambiamento, il che può portarla a ritenere di essere creativamente "bloccata".  Nel suo libro La malattia di mezzanotte: L'impulso a scrivere, il blocco dello scrittore e il cervello creativo (2004), la scrittrice e neurologa Alice Flaherty ha sostenuto che la creatività letteraria è una funzione di aree specifiche del cervello e che il blocco può essere il risultato dell'interruzione dell'attività cerebrale in quelle aree. Flaherty ha suggerito nei suoi scritti che ci sono molte malattie che possono avere un impatto sulla capacità di scrivere. Uno dei quali si riferisce è l'ipergrafia, ossia il desiderio intenso di scrivere. Sottolinea che in questa condizione il lobo temporale del paziente è affetto solitamente da danni cerebrali, che possono contribuire alla sindrome del blocco. L'agrafia è un disturbo neurologico causato da lesioni tissutali a livello cerebrale, come traumi o ictus, i quali a loro volta portano ad altre complicazioni oltre alla lesione stessa. causa difficoltà nel comunicare attraverso la scrittura.
Con l'agrafia, l'incapacità di scrivere è dovuta a problemi con la corteccia cerebrale; questo disabilita il processo del cervello di tradurre i pensieri in scrittura. Pertanto, essa non può essere curata a pieno, ma è possibile riapprendere alcune abilità di scrittura. È noto che altri disturbi neurologici legati al cervello, come l'epilessia, causano il problema del blocco dello scrittore e della già citata ipergrafia, il forte bisogno di scrivere. Alcune altre cause del blocco dello scrittore sono dovute all'ansia dello scrittore.

#### In ambito studentesco
Per una prospettiva di composizione, Lawrence Oliver menziona nel suo articolo, "Aiutare gli studenti a superare il blocco dello scrittore", che: "Gli studenti ricevono pochi o nessun consiglio su come generare idee o esplorare i loro pensieri, e di solito devono procedere attraverso il processo di scrittura senza guida o feedback correttivo da parte dell'insegnante, che trattiene commenti e critiche fino alla valutazione del prodotto finale." Dice che gli studenti "imparano a scrivere scrivendo", dacché spesso sono insicuri e/o paralizzati dalle regole.
Phyllis Koestenbaum racconta nel suo articolo "Il clima segreto dell'anno in cui ho smesso di scrivere" la sua trepidazione alla la scrittura, sostenendo che fosse direttamente collegata alla risposta del suo istruttore, una sorta di riflesso condizionato. Dice: "Avevo bisogno di scrivere per sentire, ma senza sentire non potevo scrivere". Per contrastare l'esperienza di Koestenbaum, Nancy Sommers ha espresso la sua convinzione che i documenti non finiscono quando gli studenti finiscono di scrivere e che nemmeno i commenti degli istruttori dovrebbero. Sollecita una partnership più diretta tra scrittori e docenti in modo che le risposte diventino una conversazione.

Mike Rose afferma che il blocco dello scrittore può essere causato regole e restrizioni del passato, e che gli scrittori possono essere riluttanti a ciò che scrivono in base a come pensano che ciò sarà percepito dal pubblico. James Adams osserva nel suo libro, Conceptual Blockbusting, che i motivi più frequenti per cui si verificano blocchi intellettivi includano:

## Diagnosi

### Strategie di superamento

#### Lateralizzazione cerebrale
Irene Clark descrive le seguenti strategie per affrontare il blocco dello scrittore: discussione in classe e di gruppo, diari, scrittura libera e brainstorming, raggruppamento, creazione di elenchi e coinvolgimento con il testo. Per superare i blocchi di scrittura, Lawrence Oliver suggerisce di porre domande agli scrittori per scoprire il loro processo di scrittura. Quindi raccomanda soluzioni come domande sistematiche, scrittura libera e incoraggiamento. Un recente studio su 2.500 scrittori mirava a trovare tecniche che gli stessi scrittori usano per superare il blocco dello scrittore. La ricerca ha scoperto una serie di soluzioni, dall'alterazione dell'ora del giorno per scrivere e la fissazione di scadenze, all'abbassamento delle aspettative e all'uso della meditazione consapevole. La ricerca ha anche dimostrato che è molto efficace suddividere il proprio lavoro in pezzi piuttosto che scrivere tutto in una volta, al fine di produrre un lavoro di buona qualità. È anche importante valutare l'ambiente in cui viene prodotta la scrittura per determinare se è il luogo giusto in cui lavorare. Si dovrebbe quindi esaminare questi diversi fattori per raggiungere una sorta di flow nella scrittura. Gli psicologi che hanno studiato il blocco dello scrittore hanno concluso che è una condizione curabile una volta che questi trova un modo per rimuovere l'ansia e costruire fiducia in se stesso.

#### Studi moderni
Gli studi in quest'ambito di Garbriele Lusser Rico si collegano alla lateralizzazione del cervello, come visto esplorata da Rose e Linda Flowers e John R. Hayes tra gli altri. Il libro di Rico, Scrivere in modo naturale, esamina le strategie di invenzione, come il clustering, che è stato notato come una strategia di invenzione utilizzata per aiutare gli scrittori a superare i loro blocchi, fatto che sottolinea ulteriormente le connessioni presentate nelle opere di Rose, Oliver e Clark. Similmente a Rico, James Adams discute il coinvolgimento attivo della materia grigia nella scrittura. Mentre Downey sostiene di basare il suo approccio su questioni pratiche, sua concentrazione sulle tecniche del la materia grigia parla di un approccio alla teoria cognitiva simile a quello di Rico e un consiglio più pratico per gli scrittori per avvicinarsi al blocco dello scrittore.
Le mappe mentali sono suggerite come un'altra potenziale soluzione al blocco dello scrittore. La tecnica prevede la scrittura di un flusso di coscienza su un pezzo di carta orizzontale ed il relativo collegamento di pensieri simili o collegati. Questo esercizio ha lo scopo di aiutare l'ipotetico scrittore a bypassare l'emisfero sinistro del cervello e ad accedere più direttamente all'emisfero destro. Associando liberamente pensieri attorno a un'idea, gli scrittori ricevono una mappa non filtrata di potenziali idee.

#### In ambito multimediale
Zettelkasten, un sistema di gestione della conoscenza personale reso popolare dal sociologo Niklas Luhmann, è stato proposto come ulteriore soluzione soprattutto per i giovani. Consiste nel collegare le idee per creare associazioni, sfruttando ciò che lo scrittore già conosce. Facilitando così il recupero di concetti utilizzabili per un articolo, così che la scrittura non parta da zero.
Altre ricerche esemplificano i malfunzionamenti neurologici come causa primaria di questi fattori. Analogamente alla suddetta lateralizzazione del cervello, Malcom T. Cunningham mostra come questi malfunzionamenti sono stati anche legati a traumi sia mentali che fisici. Altri modi più di far fronte al malessere provengono da idee come La scala delle emozioni per gli scrittori  (BESW), proveniente dalla base della Scala delle Emozioni, che lavora con il raggruppamento delle emozioni in stati o tratti e poi rendendo quelli positivi, negativi passivi o negativi attivi. In tal modo i ricercatori possono valutare i soggetti con più chiarezza, dando agli scrittori una maggiore possibilità di completare il lavoro fatto se lasciati nel giusto stato emotivo poiché i dati mostrano apertamente che gli scrittori con emozioni positive tendevano ad esprimere di più rispetto agli scrittori con emozioni negative passive o negative attive.